# 尤中

尤中（1927年4月14日—2021年7月12日），云南宣威人，中华人民共和国民族史学家。

## 生平
1954年，毕业于云南大学历史系，之后留校任教，任助教、讲师、副教授、教授。1986年，经国务院学位委员会评审批准为中国民族史博士研究生导师。1987年，被云南省政府表彰为有突出贡献优秀专业技术人才。1992年，获国务院颁发的国务院特殊津贴。

## 社会职务
尤中教授曾先后担任云南大学“西南边疆民族历史研究所”所长、西南古籍研究所所长、云南省高等院校古籍整理委员会常务副主任委员、《云南省志》副总纂、百越民族史研究学会副会长、中国民族史研究学会理事、西南民族研究学会理事、云南省史学会理事、云南省地方志协会常务理事；《中国西南民族史研究》主编；《西南民族史研究集刊》主编；《西南古籍研究》主编；《中华一统丛书》编委；《历史地理》编委；《民族文化》编委，云南省《少数民族五种丛书》编委。

## 著作
出版有十三部专著：
1. 《中国西南的古代民族》，1980年云南人民出版社出版；
2. 《西南民族史论集》，1982年云南民族出版社出版;
3. 《中国西南民族史》，1985年云南人民出版社出版；
4. 《中国西南边疆变迁史》，1987年云南教育出版社出版;
5. 《中国西南的古代民族续编》，1989年云南人民出版社出版；
6. 《僰古通纪浅述校注》，1989年云南人民出版社出版;
7. 《云南地方沿革史》，1990年云南人民出版社出版;
8. 《云南民族史》，1994年云南大学出版社出版;
9. 《中国西南民族地区沿革史》，2004年北京民族出版社出版;
10. 《尤中诗文选集》，2004年云南人民出版社出版;
11. 《中华民族发展史》（3卷），2006年云南晨光出版社出版；
12. 《尤中文集》（6卷），2009年云南大学出版社出版；
13. 《中华民族发展史简编》，2012年云南大学出版社出版。

参与编著四部：
1. 《中国历史地图集》，地图出版社出版；
2. 天启《滇志校注》，云南教育出版社生版社出版;
3. 《中国通史》，白寿彝总主编，人民出版社出版；
4. 《中国历史大辞典》，人民出版社出版。

由国务院学位委员会办公室主编的《中国社会科学家自述》一书中，中国民族史部分仅收载了两位学者，尤中便是其中一位。2006年出版的500万字《中华民族发展史》，是一部全面而系统地论述中华民族整体形成中，各民族从古代至近代民族族系源流及其历史发展的学术巨著，是迄今为止中国唯一的一部完整的中国民族发展史。